# Park Shin-hye
Park Shin-hye (박신혜?, Pak Sin-hyeLR; Gwangju, 18 febbraio 1990) è un'attrice e cantante sudcoreana.

## Biografia
Park Shin-hye nasce a Gwangju il 18 febbraio 1990, ma cresce a Paju. Frequenta la Seoul Young-Pa Girls' Middle/High School e poi la Chung-Ang University, dove studia cinema e recitazione. Park inizia a essere conosciuta nel 2003 quando interpreta il ruolo di Han Jung-suh da giovane nel popolare drama coreano Cheon-gug-ui gyedan; tre anni dopo recita anche nella serie Cheon-gug-ui namu, a fianco all'ex co-star di Cheon-gug-ui gyedan Lee Wan. La serie ottiene ascolti discreti, e recensioni e critiche miste, ma soprattutto positive, che contribuiscono, grazie anche all'esportazione della serie all'estero, a rafforzare la credibilità di Park come attrice: da allora gira molti spot pubblicitari e fa la modella per alcune società asiatiche. Per Cheon-gug-ui namu Park canta il singolo "Prayer", che però non viene inclusa nella colonna sonora ufficiale.
Nel 2007 esordisce al cinema con il suo primo ruolo da protagonista nel film horror Jeonseol-ui gohyang, e prende parte al drama Gung S, spin-off del grande successo Gung. Park guadagna più popolarità con il drama del 2009 Minam-isine-yo, dove recita al fianco di Jang Geun-suk, e per il quale canta le canzoni "Lovely Day" e "Without Words". Nel 2010 gira il film romantico Cyrano yeon-aejojakdan, a fianco di Uhm Tae-woong e Lee Min-jung, mentre nel 2011 torna in televisione con il drama Neon naege banhaess-eo insieme a Jung Yong-hwa, con il quale aveva già recitato in Minam-isine-yo. Il 31 ottobre 2012 viene annunciata la sua partecipazione al drama I-utjip kkonminam, che va in onda dal 7 gennaio al 25 febbraio 2013. Sempre nel 2013 è nel film 7beonbangui seonmul e, per festeggiare il decimo anniversario come attrice, organizza il 2013 Park Shin-hye Asia Tour: Kiss of Angel, durante il quale canta e balla. Il 9 ottobre 2013 inizia la messa in onda del drama Sangsokjadeul, in cui Park interpreta la protagonista Eun-sang al fianco di Lee Min-ho, che ottiene ascolti elevati e viene venduto a tredici paesi. Per Sangsokjadeul Park canta il brano "Story".
Nel 2014 interpreta la regina nel film storico Sang-ui-won e la reporter Choi In-ha nel drama Pinocchio. A giugno pubblica il singolo "My Dear", composto dal fratello Shi-won e scritto da entrambi, al quale partecipa anche Yong Jun-hyung dei BEAST.

### Vita privata
Alla fine del 2017 ha iniziato a frequentare l'attore Choi Tae-joon. Il 23 novembre 2021 è stato annunciato che erano fidanzati e Park incinta. La coppia si è sposata il 22 gennaio 2022 a Seul. Il 31 maggio successivo Park ha partorito il loro primo figlio.

## Filmografia

### Cinema
- Domabaem (도마뱀), regia di Kang Ji-eun (2006)
- Jeonseol-ui gohyang (전설의 고향), regia di Kim Ji-hwan (2007)
- Cyrano yeon-aejojakdan (시라노; 연애조작단), regia di Kim Hyeon-seok (2010)
- Jang Joon-hwan eul gidalimyeo (장준환을 기다리며), regia di Ryu Deok-hwan – cortometraggio (2012)
- 7beonbangui seonmul (7번방의 선물), regia di Lee Hwan-kyung (2013)
- Sarang-ui gawibawibo (사랑의 가위바위보), regia di Kim Jee-woon – cortometraggio (2013)
- Sang-ui-won (상의원), regia di Lee Won-suk (2014)
- Beauty Inside (뷰티 인사이드?), regia di Baek Jong-yeol (2015)
- Alive (살아있다?), regia di Cho Il-yung (2020)

### Televisione
- Cheon-gug-ui gyedan (천국의 계단) – serie TV (2003)
- Honjaga aniya (혼자가 아니야) – serie TV (2004)
- Gwiyeobgeona michigeona (귀엽거나 미치거나) – serie TV (2005)
- Seoul 1945 (서울 1945) – serie TV (2006)
- Cheon-gug-ui namu (천국의 나무) – serie TV (2006)
- Kkakdugi (깍두기) – serie TV (2007)
- Urireul haengbokhagye haneun myeotgaji jilmun (우리를 행복하게 하는 몇가지 질문) – miniserie TV (2007)
- Gung S (궁S) – serie TV (2007)
- Minam-isine-yo (미남이시네요) – serie TV (2009)
- Nae yeojachin-guneun gumiho (내 여자친구는 구미호) – serie TV, episodio 6 (2010) – cameo
- Jibung tturko high kick! (지붕 뚫고 하이킥!) – serie TV, episodio 119 (2010) – cameo
- Neon naege banhaess-eo (넌 내게 반했어) – serie TV (2011)
- Xuan feng guan jia (旋風管家) – serie TV (2011)
- Geokjeongma seyo, gwisinibnida (걱정마세요, 귀신입니다), regia di Lee Eun-jin – film TV (2012)
- Drama-ui je-wang (드라마의 제왕) – serie TV (2012)
- I-utjip kkonminam (이웃집 꽃미남) – serie TV (2012)
- Yuan lai shi mei nam (原來是美男) – serie TV, episodio 1 (2012) – cameo
- Sangsokjadeul (상속자들) – serie TV (2013)
- Pinocchio (피노키오) – serie TV (2014)
- Ttanttara (딴따라) – serie TV (2016) - cameo
- Doctors (닥터스) – serie TV (2016)
- Sarang-ui ondo (사랑의 온도) – serie TV (2017)
- Memories of the Alhambra (알함브라 궁전의 추억?, Alhambra-ui gungjeon-ui chueokLR) – serie TV (2018)
- Sysyphus – serie TV (2021)
- Doctor Slump (닥터슬럼프) – serie TV (2024)

## Discografia

### Singoli
- 2007 – "Jingle Ha-Day", con Lee Seung-hwan
- 2012 – "I Think of You", con Yoon Gun
- 2013 – "Break Up For You, Not Yet For Me"
- 2014 – "Arm Pillow"
- 2014 – "My Dear", con Yong Jun-hyung

### Colonne sonore
- 2006 – "Love Rain" (Cheon-gug-ui namu)
- 2009 – "Lovely Day" (Minam-isine-yo)
- 2009 – "Without a Word" (Minam-isine-yo)
- 2010 – "It Was You", con Lee Min-jung (Cyrano yeon-aejojakdan)
- 2011 – "The Day We Fall In Love" (Neon naege banhaess-eo)
- 2011 – "I Will Forget You" (Neon naege banhaess-eo)
- 2013 – "Pitch Black" (I-utjip kkonminam)
- 2013 – "Story" (Sangsokjadeul)

## Videografia
- 2014 – "My Dear"
- 2014 – "You Are So Beautiful"

Park Shin-hye è comparsa anche nei videoclip di altri artisti:
- 2001 – "Do You Love?", brano di Lee Seung-hwan
- 2003 – "Flower", brano di Lee Seung-hwan
- 2004 – "I Ask Myself", brano di Lee Seung-hwan
- 2004 – "Fake Love Song", brano di Fortune Cookie
- 2006 – "Letter", brano di Kim Jong-kook
- 2008 – "Saechimtteki", brano di 45RPM
- 2009 – "Call Me", brano di Taegoon
- 2009 – "Super Star", brano di Taegoon
- 2012 – "Alone in Love", brano di Lee Seung-gi
- 2012 – "Aren't We Friends", brano di Lee Seung-gi
- 2013 – "Eraser", brano di So Ji-sub

## Riconoscimenti
| Anno | Premio                                       | Categoria                                                     | Opera                          | Risultato       |
| ---- | -------------------------------------------- | ------------------------------------------------------------- | ------------------------------ | --------------- |
| 2003 | SBS Drama Awards                             | Miglior giovane attrice                                       | Cheonkukui gyedan              | Vincitore/trice |
| 2007 | MBC Entertainment Awards                     | Miglior nuova arrivata in un varietà                          | Fantastic Partner              | Vincitore/trice |
| 2007 | MBC Drama Awards                             | Miglior nuova attrice                                         | Ggakdugi                       | Vincitore/trice |
| 2008 | Baeksang Arts Awards                         | Miglior nuova attrice                                         | Ggakdugi                       | Candidato/a     |
| 2009 | SBS Drama Awards                             | Premio nuova stella                                           | Minam-isine-yo                 | Vincitore/trice |
| 2009 | SBS Drama Awards                             | Premio all'eccellenza, attrice in un drama special            | Minam-isine-yo                 | Candidato/a     |
| 2009 | SBS Drama Awards                             | Miglior coppia con Jang Geun-suk                              | Minam-isine-yo                 | Candidato/a     |
| 2010 | Korean Film Awards                           | Miglior attrice di supporto                                   | Cyrano yeon-aejojakdan         | Candidato/a     |
| 2011 | Baeksang Arts Awards                         | Attrice più popolare (film)                                   | Cyrano yeon-aejojakdan         | Vincitore/trice |
| 2011 | LETV Movies & TV Series Awards (Cina)        | Attrice più popolare                                          |                                | Vincitore/trice |
| 2011 | Mnet 20's Choice Awards                      | Hot Campus Goddess                                            |                                | Candidato/a     |
| 2012 | Baeksang Arts Awards                         | Attrice più popolare (TV)                                     | Neon naege banhaess-eo         | Vincitore/trice |
| 2012 | KBS Drama Awards                             | Miglior attrice in uno speciale da un solo atto               | Geokjeongma seyo, gwisinibnida | Vincitore/trice |
| 2013 | APAN Star Awards                             | Premio recitazione                                            | I-utjip kkonminam              | Candidato/a     |
| 2013 | Style Icon Awards                            | Bellezza naturale nata                                        |                                | Candidato/a     |
| 2013 | Mnet 20's Choice Awards                      | 20's Movie Star                                               | 7beonbangui seonmul            | Candidato/a     |
| 2013 | Baeksang Arts Awards                         | Attrice più popolare (film)                                   | 7beonbangui seonmul            | Vincitore/trice |
| 2013 | Baeksang Arts Awards                         | Miglior attrice di supporto (film)                            | 7beonbangui seonmul            | Candidato/a     |
| 2013 | Puchon International Fantastic Film Festival | Premio Fantasia                                               | 7beonbangui seonmul            | Vincitore/trice |
| 2013 | Korean Association of Film Critics Awards    | Miglior attrice di supporto                                   | 7beonbangui seonmul            | Vincitore/trice |
| 2013 | Anhui TV Drama Awards (Cina)                 | Popolare attrice straniera                                    | Sangsokjadeul                  | Vincitore/trice |
| 2013 | SBS Drama Awards                             | Miglior coppia con Lee Min-ho                                 | Sangsokjadeul                  | Vincitore/trice |
| 2013 | SBS Drama Awards                             | Top 10 Stars                                                  | Sangsokjadeul                  | Vincitore/trice |
| 2013 | SBS Drama Awards                             | Premio all'eccellenza, attrice in un drama di media lunghezza | Sangsokjadeul                  | Vincitore/trice |
| 2014 | K-Star Awards                                | Premio popolarità                                             | Sangsokjadeul                  | Vincitore/trice |
| 2014 | DramaFever Awards                            | Miglior attrice                                               | Sangsokjadeul                  | Vincitore/trice |
| 2014 | DramaFever Awards                            | Miglior coppia non destinata a stare insieme con Kim Woo-bin  | Sangsokjadeul                  | Vincitore/trice |
| 2014 | Baeksang Arts Awards                         | Attrice più popolare (TV)                                     | Sangsokjadeul                  | Vincitore/trice |
| 2014 | Asia Rainbow TV Awards                       | Eccezionale attrice principale                                | Sangsokjadeul                  | Vincitore/trice |
| 2014 | APAN Star Awards                             | Attrice d'eccellenza in una miniserie                         | Sangsokjadeul                  | In attesa       |